# Lletó
|  | Per a altres significats, vegeu «Lletó (gastronomia)». |

Lletó és una població del municipi d'Alàs i Cerc de la comarca de l'Alt Urgell. Situat al vessant septentrional de la serra del Cadí a 1.470 metres d'altitud a prop del Coll de Vanses, actualment es troba despoblat. Mantené encara alguna edificació en un bon estat relatiu.